# Game of Thrones (1.ª temporada)
A primeira temporada de Game of Thrones foi anunciada pela HBO em novembro de 2008. David Benioff e D. B. Weiss são os showrunners e produtores executivos. A primeira temporada estreou em 17 de abril de 2011.

## Elenco e personagens

### Principal

#### Estrelando
- Sean Bean como Eddard "Ned" Stark[2]
- Mark Addy como Robert Baratheon[2]
- Nikolaj Coster-Waldau como Jaime Lannister[2]
- Michelle Fairley como Catelyn Stark[2]
- Lena Headey como Cersei Lannister[2]
- Emilia Clarke como Daenerys Targaryen[2]
- Iain Glen como Jorah Mormont[2]
- Aidan Gillen como Petyr "Mindinho" Baelish[2]
- Harry Lloyd como Viserys Targaryen[2]
- Kit Harington como Jon Snow[2]
- Sophie Turner como Sansa Stark[2]
- Maisie Williams como Arya Stark[2]
- Richard Madden como Robb Stark[2]
- Alfie Allen como Theon Greyjoy[2]
- Isaac Hempstead Wright como Bran Stark[2]
- Jack Gleeson como Joffrey Baratheon[2]
- Rory McCann como Sandor "Cão de Caça" Clegane[2]
- Peter Dinklage como Tyrion Lannister[2]

#### Também estrelando
- Jason Momoa como Khal Drogo[2]

### Convidado
Os atores recorrentes listados aqui são os que apareceram na primeira temporada. Eles estão listados pela região em que aparecem pela primeira vez.
| - James Cosmo como Jeor Mormont - Peter Vaughan como Meistre Aemon - Brian Fortune como Othell Yarwyck - Joseph Mawle como Benjen Stark - Owen Teale como Alliser Thorne - Francis Magee como Yoren - John Bradley como Samwell Tarly - Josef Altin como Pyp - Mark Stanley como Grenn - Luke McEwan como Rast - Rob Ostlere como Waymar Royce - Bronson Webb como Will - Dermot Keaney como Gared - Callum Wharry como Tommen Baratheon - Aimee Richardson como Myrcella Baratheon - Gethin Anthony como Renly Baratheon - Julian Glover como Grande Meistre Pycelle - Conleth Hill como Varys - Ian McElhinney como Barristan Selmy - Ian Beattie como Meryn Trant - David Michael Scott as Beric Dondarrion - Finn Jones como Loras Tyrell - Eugene Simon como Lancel Lannister - Wilko Johnson como Ilyn Payne - Conan Stevens como Gregor Clegane - Dominic Carter como Janos Slynt - Jefferson Hall como Hugh do Vale - Miltos Yerolemou como Syrio Forel - Andrew Wilde como Tobho Mott - Joe Dempsie como Gendry - Eros Vlahos como Lommy Mãos-Verdes - Ben Hawkey como Torta Quente | - Art Parkinson como Rickon Stark - Clive Mantle como Grande Jon Umber - Steven Blount como Rickard Karstark - Donald Sumpter como Meistre Luwin - Ron Donachie como Rodrik Cassel - Jamie Sives como Jory Cassel - Susan Brown como Septã Mordane - Margaret John como Velha Ama - Kristian Nairn como Hodor - Esmé Bianco como Ros - Natalia Tena como Osha - Charles Dance como Tywin Lannister - David Bradley como Walder Frey - Ian Gelder como Kevan Lannister - Jerome Flynn como Bronn - Emun Elliott como Marillion - Sibel Kekilli como Shae - Rhodri Hosking como Mycah - Lino Facioli como Robin Arryn - Kate Dickie como Lysa Arryn - Mark Lewis Jones como Shagga - Roger Allam como Illyrio Mopatis - Dar Salim como Qotho - Elyes Gabel como Rakharo - Amrita Acharia como Irri - Roxanne McKee como Doreah - Mia Soteriou como Mirri Maz Duur |

## Produção
A emissora HBO confirmou a primeira temporada de Game of Thrones em novembro de 2008. David Benioff e D. B. Weiss são os showrunners e produtores executivos, e já temos alguns atores confirmados para o elenco. Dentre eles estão a atriz Lena Headey que interpretará Cersei Lannister, e o ator Peter Dinklage que interpretará Tyrion Lannister.
Richard Madden que interpreta Robb Stark, foi anunciado no elenco principal logo depois.
A primeira temporada estreou em 17 de abril de 2011.

## Episódios
| N.º geral | N.º na temp. | Título                                                                                  | Dirigido por   | Escrito por                                                                                          | Exibição original   | Audiência (milhões) |
| --- | ------------ | --------------------------------------------------------------------------------------- | -------------- | --- | ------------------- | ------------------- |
| 1 | 1            | "Winter Is Coming" "(O Inverno Está Chegando)" (BR)                                     | Tim Van Patten | David Benioff & D. B. Weiss                                                                          | 17 de abril de 2011 | 2.22                |
| Nos Sete Reinos de Westeros, um soldado da antiga Ordem da Patrulha da Noite sobrevive a um ataque de criaturas sobrenaturais conhecidas como os Caminhantes Brancos, pensados até agora como mito. Ele corre para o Castelo Winterfell, que é governado por Eddard "Ned" Stark, Lorde e Protetor do Norte, que decapita o soldado por abandonar seu posto. Em Porto Real, a capital, Jon Arryn, a "Mão do Rei", morre em circunstâncias misteriosas. O Rei Robert Baratheon, amigo de longa data de Ned, viaja para Winterfell, oferecendo a posição para ele e também propondo casamento entre seu filho primogênito, Joffrey, e a filha mais velha de Ned, Sansa. A esposa de Ned, Catelyn, recebe uma carta de sua irmã Lysa, a viúva de Jon Arryn, dizendo que ela escapou de Porto Real e que Jon foi assassinado pelos Lannisters, a família da rainha Cersei. Catelyn queima a carta e diz a Ned sobre isso, acreditando que os Lannister estão conspirando contra Robert. O filho de Ned, de 10 anos, Brandon, sobe a uma torre, onde ele testemunha Cersei fazendo sexo com seu irmão gêmeo, Jaime, que então o empurra para fora da janela de uma altura presumivelmente fatal. Enquanto isso, através do estreito mar de Essos, o exilado príncipe Viserys Targaryen faz um acordo com o senhor da guerra Dothraki Khal Drogo, para que Khal se case com a irmã mais nova de Viserys, Daenerys, em troca de um exército para conquistar Westeros e recuperar o Trono de Ferro, que estava na posse de sua família por três gerações, até ser usurpado por Robert Baratheon no passado. |              |                                                                                         |                | |                     |                     |
| 2 | 2            | "The Kingsroad" "(A Estrada do Rei)" (BR)                                               | Tim Van Patten | David Benioff & D. B. Weiss                                                                          | 24 de abril de 2011 | 2.20                |
| Tendo aceitado seu novo papel como a Mão do Rei, Ned deixa Winterfell com suas filhas Sansa e Arya, enquanto Catelyn fica para trás para cuidar de Bran. O inconsciente Bran é atacado por um assassino, mas seu lobo gigante o salva. Catelyn decide ir a Porto Real para contar a Ned sobre a tentativa e suspeitou do envolvimento dos Lannisters. Jon Snow, o filho ilegítimo de Ned, segue para o norte para se juntar à irmandade da Patrulha da Noite, protetores da Muralha que impedem que os Caminhantes Brancos e os selvagens entrem nas terras civilizadas de Westeros. Tyrion, irmão de Cersei, decide deixar a viagem para o sul com sua família e, em vez disso, acompanha a comitiva de Snow para Muralha. Quando o filho de Cersei, Joffrey Baratheon ameaça Arya e o amigo dela, o lobo gigante de Arya a defende e escapa, provocando um conflito entre os Starks e os Lannisters. Para resolver o insulto, Cersei exige que Robert ordene que Ned execute o lobo gigante de Sansa. Em Winterfell, Brandon desperta da inconsciência. Enquanto isso, Daenerys concentra sua atenção em aprender a agradar a Drogo. |              |                                                                                         |                | |                     |                     |
| 3 | 3            | "Lord Snow" "(Lorde Snow)" (BR)                                                         | Brian Kirk     | David Benioff & D. B. Weiss                                                                          | 1 de maio de 2011   | 2.44                |
| Ned se junta ao Pequeno Conselho do Rei em Porto Real, capital dos Sete Reinos, e descobre quão mal Westeros está sendo gerenciado. Catelyn tenta avisar secretamente o marido, mas é interceptada por um velho amigo, o conselheiro Petyr "Mindinho" Baelish. Bran descobre que ele nunca mais andará novamente. Ele não se lembra dos acontecimentos que levaram à sua queda. Jon luta para se adaptar à vida na Muralha, enquanto treina com um número de recrutas de baixa estatura que não estão impressionados com sua linhagem. Lorde Comandante Mormont pede a Tyrion que implore ao rei que mande mais homens para a Patrulha da Noite. Daenerys descobre que está grávida e começa a enfrentar o Viserys. |              |                                                                                         |                | |                     |                     |
| 4 | 4            | "Cripples, Bastards, and Broken Things" "(Aleijados, Bastardos e Coisas Partidas)" (BR) | Brian Kirk     | Bryan Cogman                                                                                         | 8 de maio de 2011   | 2.45                |
| Tyrion antes de viajar para o sul, dá de presente para Bran uma sela que permitirá que o menino paraplégico cavalgar. Ned procura por pistas para a inexplicável morte de predecessor Jon Arryn e, no processo, descobre um filho ilegítimo do Rei Robert. Robert e seus convidados testemunham um torneio em homenagem a Ned. Jon toma medidas para proteger Samwell Tarly, um jovem desajeitado e sem amigos, que sofre violência dos Guardiões da Noite. Viserys e Daenerys brigam pelo fato de que a jovem Daenerys está se negando a ser usada por seu irmão para conseguir benefícios. Sansa sonha com a vida como Rainha, enquanto Arya imagina um futuro bem diferente. Em um encontro casual em uma taverna de beira da Estrada do Rei, Catelyn convoca os aliados de seu pai e prende Tyrion por conspirar para matar seu filho. |              |                                                                                         |                | |                     |                     |
| 5 | 5            | "The Wolf and the Lion" "(O Lobo e o Leão)" (BR)                                        | Brian Kirk     | David Benioff & D. B. Weiss                                                                          | 15 de maio de 2011  | 2.58                |
| Ned se recusa a participar do plano de Robert de assassinar a Daenerys Targaryen que está grávida e renuncia seu cargo como Mão do Rei, irritando-o. Catelyn e Tyrion (a quem ela tomou como prisioneiro) chegam à casa de sua irmã Lysa no castelo Ninho da Águia. As notícias da captura de Tyrion chegam a Porto Real, onde Jaime Lannister, irmão gêmeo da rainha, exige respostas de Ned. Vingativo, Jaime luta contra Ned até que um dos homens da guarda de Jaime apunhala Ned na perna por trás, deixando-o ferido quando suas forças deixam a capital. Enquanto isso, Arya ouve uma conspiração contra seu pai. |              |                                                                                         |                | |                     |                     |
| 6 | 6            | "A Golden Crown" "(Uma Coroa Dourada)" (BR)                                             | Daniel Minahan | História por : David Benioff & D. B. Weiss Roteiro por : Jane Espenson e David Benioff & D. B. Weiss | 22 de maio de 2011  | 2.44                |
| Robert nomeia Ned como "Mão do Rei" novamente e o deixa administrando o reino até que ele retorne de uma caçada. Aldeões das Terras Fluviais chegam à sala do trono com notícias de atrocidades cometidas por atacantes, que Ned deduziu feitas por Gregor Clegane, um retentor dos Lannisters. Ned sentencia Gregor à morte e manda uma mensagem para o pai da rainha, Tywin Lannister, convocando-o para um julgamento. Ned decide enviar Sansa e Arya de volta para Winterfell. Ned também descobre que Joffrey não é filho biológico de Robert. Enquanto está testando sua nova sela, Bran é atacado por foras-da-lei. Robb, o filho mais velho de Ned, e Theon, o filho adotivo de um rei rebelde caído, o salvam. No Vale, Tyrion exige um julgamento por combate, e Lysa aceita. Ela escolhe Ser Vardis e Tyrion pede um campeão. O voluntário mercenário Bronn mata Vardis e assim obtendo a liberação de Tyrion. Enquanto isso, Viserys fica furioso com Drogo por não honrar sua promessa e ameaça matar o feto de Daenerys. Drogo mata Viserys derramando ouro derretido em sua cabeça. |              |                                                                                         |                | |                     |                     |
| 7 | 7            | "You Win or You Die" "(Ganhar ou Morrer)" (BR)                                          | Daniel Minahan | David Benioff & D. B. Weiss                                                                          | 29 de maio de 2011  | 2.40                |
| Em Porto Real, Ned diz a Cersei que ele sabe que Jaime é seu amante e que nenhum de seus filhos é de Robert. Eles logo descobrem que Robert foi gravemente ferido por um javali enquanto caçava. Robert agonizante nomeia Ned como o "Protetor do Reino" para governar até que Joffrey atinja a idade adequada. Ned envia uma mensagem para Stannis, irmão de Robert, com a intenção de entronizá-lo, já que Robert não tem herdeiros verdadeiros. Ned conta a Petyr Baelish sobre seu plano e pede que ele ganhe a lealdade da Vigília da Cidade, a única força capaz de dominar as forças dos Lannisters leais a Cersei. Depois da morte de Robert, Ned, Baelish e a Guarda da Cidade confrontam Cersei e Joffrey na sala do trono, onde Baelish e os Vigilantes da Cidade traem Ned e atacam seus homens. Na Muralha, o irmão mais novo de Ned, Benjen Stark, desaparece durante uma incursão depois da Muralha. Jon Snow faz seus votos para a Patrulha da Noite, porém não conseguindo o posto que desejava, ele se torna mordomo do Lorde Comandante Mormont. O filho do Comandante Mormont, Sor Jorah Mormont salva Daenerys de uma armadilha do assassino enviado por Robert, isso enfurece Drogo que promete levar os Dothraki para onde eles nunca haviam ido. Ned, machucado, se esforça para garantir uma transição ordenada em Porto Real. |              |                                                                                         |                | |                     |                     |
| 8 | 8            | "The Pointy End" "(A Ponta Afiada)" (BR)                                                | Daniel Minahan | George R. R. Martin                                                                                  | 5 de junho de 2011  | 2.72                |
| Arya consegue escapar da Fortaleza Vermelha em Porto Real, depois que seu mestre de espada de Bravos atrasa os guardas enviados para prendê-la; Sansa é capturada no entanto. Robb ouve as notícias e prepara os exércitos do Norte para lutar contra os Lannisters, deixando Bran para governar Winterfell. Lysa se recusa a lutar contra os Lannisters; e Catelyn sai, juntando-se ao acampamento de Robb. Tyrion e Bronn estão cercados por Shagga e seus homens. Tyrion os convence a escoltá-lo até seu pai Tywin para recompensá-los. Eles chegam ao acampamento de Tywin, onde o último pede Shagga para ajudá-los em seu confronto com os Starks em troca de pagamento. Joffrey nomeia seu avô Tywin como a Mão do Rei. Sansa implora ao Joffrey para mostrar misericórdia a Ned. Joffrey concorda se este reconhecer seu reinado. Na Muralha, alguns corpos afetados pelos Caminhantes Brancos são encontrados. Em Essos, os soldados de Drogo começam a atacar os assentamentos próximos, escravizando os habitantes locais a fim de vendê-los e ganhar dinheiro para comprar os navios necessários para atravessar o Mar Estreito e chegar em Westeros. |              |                                                                                         |                | |                     |                     |
| 9 | 9            | "Baelor" "(Baelor)" (BR)                                                                | Alan Taylor    | David Benioff & D. B. Weiss                                                                          | 12 de junho de 2011 | 2.66                |
| O exército dos Starks chega ao castelo das Gêmeas; duas torres que formam uma ponte sobre o Rio do Tridente que dá acesso para Porto Real. Catelyn convence Lord Frey a deixá-los passar e os ajuda concordando com o casamento de Robb e Arya com os filhos de Frey no futuro. Robb sacrifica 2.000 soldados em um confronto com o exército dos Lannisters para capturar Jaime. Em uma audiência pública, Ned confessa a traição e afirma publicamente Joffrey como herdeiro legítimo. No entanto, em vez de sentenciá-lo para Muralha como fora negociado, Joffrey o condena a morte por ele trair o trono, enquanto Cersei e outros conselheiros tentam convencê-lo a mudar de ideia. Sansa assiste seu pai morrer decapitado, assim como Arya que está presente na multidão. Na Muralha, Jeor Mormont entrega sua espada familiar a Jon em gratidão; Maester Aemon também revela a Jon que Aemon é um Targaryen. Em Essos, a ferida de Drogo se torna séptica e sua morte é iminente. Daenerys convence uma escrava a usar bruxaria para salvá-lo. A mulher diz a todos para deixar a barraca e ficar do lado de fora até que o feitiço acabe. Daenerys começa o trabalho de parto e Jorah a leva para a tenda proibida em busca de ajuda. |              |                                                                                         |                | |                     |                     |
| 10 | 10           | "Fire and Blood" "(Fogo e Sangue)" (BR)                                                 | Alan Taylor    | David Benioff & D. B. Weiss                                                                          | 19 de junho de 2011 | 3.04                |
| O Norte declara emancipação dos Sete Reinos e proclama Robb como seu rei. Com Jaime capturado pelos irmãos Starks e Joffrey reivindicando ao trono, Tywin nomeia Tyrion como a Mão do Rei. Jon planeja abandonar seu posto na Muralha para vingar Ned, mas seus amigos o convencem a ficar e ele se junta a uma expedição da Patrulha da Noite para encontrar Benjen além da Muralha. Yoren, um recrutador da Patrulha da Noite, ajuda Arya a escapar de Porto Real disfarçada de garoto, enquanto Joffrey planeja tornar Sansa sua rainha apesar da execução de seu pai. Daenerys descobre que seu filho não nascido está morto e Drogo foi deixado em estado vegetativo devido à magia traiçoeira da bruxa. Daenerys termina a vida de Drogo e acende uma pira funerária. Ela queima a bruxa viva ao lado do corpo de Drogo e seus três ovos de dragão, e entra nas chamas sozinha. Quando as chamas se apagam na manhã seguinte, Daenerys se levanta, ilesa, com três dragões recém-nascidos. Jorah e outras testemunhas se ajoelham diante dela. |              |                                                                                         |                | |                     |                     |